# Cheirostylis didymacantha
Cheirostylis didymacantha är en orkidéart som beskrevs av Gunnar Seidenfaden. Cheirostylis didymacantha ingår i släktet Cheirostylis och familjen orkidéer.
Artens utbredningsområde är Thailand. Inga underarter finns listade i Catalogue of Life.